# 米爾福德 (紐約州村)
米爾福德（英語：Milford）是位於美國紐約州奧齊戈縣的村。

## 人口
根據2020年美國人口普查的數據，米爾福德的面積為1.10平方千米，皆為陸地。當地共有人口367人，而人口密度為每平方千米334人。